# جيمس براون
جايمز جوزيف براون (بالإنجليزية: James Joseph Brown Jr.) (3 مايو 1933 - 25 ديسمبر 2006) هو مغني وموسيقي أمريكي من مواليد أوغستا في جورجيا توفى عن عمر 73 عام حيث جاء أجله في ليلة عيد الميلاد 2006 في مدينة أتلانتا في ولاية جورجيا. يعتبر مؤسس الفانك، كما أنه لعب دورًا مهمًّا في تطور الساول والريذم أند بلوز والغوسبل. يعتبر أنه أول من يغني ويرقص في ذات الوقت. كما يعتبر جايمس براون الأب الروحي لموسيقى السول حيث كان قد ولع بالموسيقى منذ صباه وقد جسدت موسيقاه التغيرات الثورية للأمريكين السود.

## شبابه
ولد سنة 1933 في بارنويل (كارولاينا الجنوبية) لأسرة فقيرة وعمل في حقول القطن ثم كماسح أحذية ثم ما لبث أن وقع في الإجرام ويحكم عليه لسطو مسلح وهو في السادسة عشرة من عمره ويزجّ به في إصلاحية. وأطلق سراحه بعد ثلاثة أعوام بشرط ألا يعود إلى مدينة أوغستا ويبحث عن عمل.

## ذي فايمس فلايمس (The Famous Flames)
التقى بمغنٍّ آخر - بوبي بيرد (Bobby Byrd) -- في السجن وانضمّ إلى فرقته التي أطلق عليها اسم الـ"فايمس فلايمس" ثم جايمس براون والـ"فايمس فلايمس" -- وعرفت الفرقة التي كانت ناشطة في جنوب الولايات المتحدة نجاحَها الأول بأغنية "بـــ hallo Joe -- بليز بليز بليز" (Please please please)(1959) التي بِيعَ منها مليون نسخة. بيد أن الأغاني التسع التالية باءت بالفشل وهمّ منتج الفرقة بفسخ عقدهم ولكن لم يفعل إذ أحرزت الأسطوانة العاشرة "تراي مي" (Try me)(1958) نجاحًا ساطعُا وتصدّرت الترتيب بيع أساطين الريذم أند بلوز—عقبت هذه الأسطوانة نجاحات أخرى مثل "أيل غو كرايزي" (I"ll go crazy)(1959) و"بيوايلدرد" -- (Bewildered)(1960). -- يعتبر "نايت تراين" (Night Train) (1961) أول ألبوم يتّسم بأسلوب براون الخاص المتصف بأهمية الإيقاعه وسرعته. -- كان براون مؤلّف معظم الأغاني (وحده أو بالتعاون مع غيره من أعضاء الفرقة) كما أنه كان يتميز بقوة شخصيته ولذلك ما لبث أن أصبحت بقية الفرقة مجرّد مرافقين لبراون.

## طريق المجد
بعد أن كانت نجاحات براون محصورة على جنوب الولايات المتحدة اشتهر على المستوى الوطني عندما صدرت أسطوانة «لايف آت أبولو» (Live at Apollo) وهو تسجيل حفلة أقيمت سنة 1963. وتابع براون بسلسلة من الأعمال أرست قواعد الفونك. فكانت «أوت أف سايت» (Out of sight) الخطوة الأولى في هذا المسار.
تصدّرت «بابا غوت أ براند نيو باغ» (Papa got a brand new bag) و«أي غوت يو (أي فيل غود)» (1965) (I got you) ترتيبات الريذم أند بلوز وظلتا الأكثر رواجًا في متاجر السود خلال شهر كامل وسجّلتا في قائمة الأساطين العشر الأكثر رواجًا في الولايات التحدة وكلاهما لا يزال من أشهر عناوينه إلى يومنا هذا.
كان يلذّ لبراون أن يعدّل أغانيه لزيادة رواجها وليطال جمهورًا متزايدًا ومن هذه التعديلات أنه سرّع إيقاع «بابا غوت أ برند نيو باغ» لجعله أكثر تشويقًا. اعتُبر الألبوم «كولد سويت» (1967) (Cold sweat) ذروة موسيقى الستّينات من القرن العشرين. ومن أشهر أغانيه أيضًا «إتس أمانز مانز وورلد» (1965) (It's a man's man's world)

## الوفاة
توفي جيمس براون في عام 2006 وأبرز من حضر جنازته مايكل جاكسون والذي كان يعتبر براون قدوته

## روابط خارجية
- جيمس براون على موقع IMDb (الإنجليزية)
- جيمس براون على موقع الموسوعة البريطانية (الإنجليزية)
- جيمس براون على موقع روتن توميتوز (الإنجليزية)
- جيمس براون على موقع ألو سيني (الفرنسية)
- جيمس براون على موقع ميوزك برينز (الإنجليزية)
- جيمس براون على موقع رولينغ ستون (الإنجليزية)
- جيمس براون على موقع قاعدة بيانات برودواي على الإنترنت (الإنجليزية)
- جيمس براون على موقع إن إن دي بي (الإنجليزية)
- جيمس براون على موقع أول ميوزيك (الإنجليزية)
- جيمس براون على موقع ديسكوغز (الإنجليزية)